# Triméthylolpropane
Le triméthylolpropane (TMP) est un composé chimique de formule CH3CH2C(CH2OH)3. Il s'agit d'un triol se présentant sous la forme d'un solide blanc faiblement odorant. C'est un précurseur très utilisé en chimie des polymères.
Le triméthylolpropane est fabriqué à travers un processus en deux étapes commençant par la condensation du butanal CH3(CH2)2CHO avec le formaldéhyde HCHO :
CH3CH2CH2CHO + 2 HCHO → CH3CH2C(CH2OH)2CHO.
La seconde étape fait intervenir une réaction de Cannizzaro :
CH3CH2C(CH2OH)2CHO + HCHO + NaOH → CH3CH2C(CH2OH)3 + NaO2CH.
Environ 200 000 tonnes de ce composé sont produits ainsi chaque année.[réf. nécessaire]
Le triméthylolpropane est utilisé principalement comme précurseur de résines alkyde. Les esters acrylés –OCOCH=CH2 et alcoxylés –OR du triméthylolpropane sont utilisés comme monomères multifonctionnels pour produire divers revêtements et peintures.